# Ulrich Kohlenbach

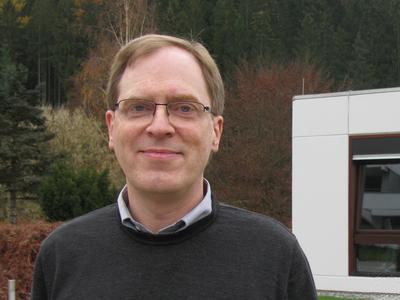
Ulrich Kohlenbach

Ulrich Wilhelm Kohlenbach (* 27. Juli 1962 in Frankfurt am Main) ist ein deutscher Mathematiker, der sich mit Mathematischer Logik und speziell Beweistheorie befasst.

## Leben
Kohlenbach studierte nach dem Abitur am Lessing-Gymnasium in Frankfurt am Main ab 1981 Mathematik, Philosophie und Linguistik in Frankfurt mit dem Diplom in Mathematik 1986 und wurde dort 1990 bei Horst Luckhardt promoviert (Theorie der majorisierbaren und stetigen Funktionale und ihre Anwendung bei der Extraktion von Schranken aus inkonstruktiven Beweisen: Effektive Eindeutigkeitsmodule bei besten Approximationen aus ineffektiven Eindeutigkeitsbeweisen). Nach der Habilitation in Frankfurt 1995 (Real growth in standard parts of analysis) war er Visiting Assistant Professor an der University of Michigan und war ab 1997 an der Universität Aarhus (ab 2000 als Associate Professor mit Tenure). 2004 wurde er ordentlicher Professor für Mathematik an der Technischen Universität Darmstadt.
Er befasst sich mit der Untersuchung mathematischer Beweise speziell in verschiedenen Bereichen der Analysis (Proof mining, ein Forschungsprogramm, das er ab Anfang der 1990er Jahre entwickelte) um daraus effektive Schranken in der Analysis selbst abzuleiten.
Kohlenbach war eingeladener Sprecher auf dem Internationalen Mathematikerkongress 2018 in Rio de Janeiro (Proof-theoretic Methods in Nonlinear Analysis).
Er ist Präsident der Association for Symbolic Logic (2016) und Herausgeber der Annals of Pure and Applied Logic. 2008 bis 2012 war er Vorsitzender der Deutschen Vereinigung für mathematische Logik und für Grundlagenforschung der exakten Wissenschaften (DVMLG). 2011 erhielt er den hoch dotierten Kurt Gödel Forschungspreis der Kurt Gödel Gesellschaft und der John Templeton Foundation. Im Jahre 2024 zeichnete die 
DVMLG ihn für seine systematische Entwicklung des Beweisschürfens (proof mining) als ersten Ringträger des Ernst-Zermelo-Rings aus.

## Schriften (Auswahl)
- Applied Proof Theory: Proof Interpretations and Their Use in Mathematics, Springer 2008
- mit Paulo Oliva: Proof Mining: A systematic way of analysing proofs in mathematics, Proc. Steklov Inst. Math, Band 242, 2003, S. 136–164